# Manhattan Chess Club
Manhattan Chess Club – klub szachowy z siedzibą w Manhattanie (Nowy Jork), funkcjonujący w latach 1877–2002.

## Historia
Klub został założony w 1877 roku. W 1883 roku jego członkiem honorowym został Johannes Zukertort. Klub był gospodarzem lub współgospodarzem mistrzostw świata w 1886, 1890 i 1894 roku. W 1895 roku Manhattan Chess Club rozegrał mecz telegraficzny z British Chess Club. Po zakończeniu I wojny światowej organizował międzynarodowe turnieje, które wygrywali Emanuel Lasker (1924) i José Raúl Capablanca (1927). W 1934 roku klub wygrał Metropolitan Chess League. Od 1938 roku członkiniami klubu mogły zostać kobiety. W 1945 roku klub gościł drużynę Stanów Zjednoczonych, która rozgrywała wówczas radiowy mecz z ZSRR. W 1951 roku klub zorganizował turniej Wertheim Memorial, którego zwycięzcą został Samuel Reshevsky. Klub zakończył działalność 1 lipca 2002 roku.

## Szachiści
Członkami klubu byli m.in.:

- David Graham Baird
- Joel Benjamin
- Pál Benkő
- Sidney Bernstein
- Arthur Bisguier
- Jay Bonin
- Donald Byrne
- Robert Byrne
- José Raúl Capablanca
- Oscar Chajes
- Eugene Delmar
- Arnold Denker
- John Fedorowicz
- Arthur Feuerstein
- Bobby Fischer
- Albert Fox
- Gisela Gresser
- James Hanham
- Albert Hodges
- Israel Horowitz
- Dawid Janowski
- Paul Johner
- Leonid Judasin
- Isaac Kashdan
- Alexander Kevitz
- George Kramer
- Abraham Kupchik
- Emanuel Lasker
- Samuel Lipschutz
- William Lombardy
- Géza Maróczy
- Frank Marshall
- Max Pavey
- Harold Phillips
- Albert Pinkus
- Fred Reinfeld
- Samuel Reshevsky
- Michael Rohde
- Jacob Rosenthal
- Morris Schapiro
- George Shainswit
- James Sherwin
- Kamran Shirazi
- Albert Simonson
- Magnus Smith
- Abe Turner
- Joshua Waitzkin
- Aleksander Wojtkiewicz
- Bernard Zuckerman